# Hello, Dolly! (sång)
Hello, Dolly! är titelsången från musikalen Hello Dolly! från 1963. Låten skrevs av Jerry Herman. Sent samma år spelade Louis Armstrong in låten i marknadsföringssyfte för musikalen. Då musikalen sattes upp på Broadway i januari 1964 och blev en stor succé gav skivbolaget Kapp Records ut Armstrongs inspelning som singel. Låten kom att bli hans största succé och lyckades i maj 1964 med konststycket att peta ner The Beatles med "Can't Buy Me Love" från förstaplatsen på Billboardlistan i USA. Beatles hade då legat etta i USA med tre olika låtar sedan februari samma år.
Louis Armstrong kom att bli rekordhållare som äldsta artist att toppa Billboard Hot 100 sedan listan startades 1958. Även i Europa blev hans inspelning en stor hit.
Armstrong tilldelades en Grammy Award för låten 1965 i kategorin "Best Male Pop Vocal Performance". I filmen Hello Dolly från 1969 medverkade Armstrong och framförde några rader ur låten tillsammans med Barbra Streisand. Inspelningen valdes 2001 in i Grammy Hall of Fame.

## Listplaceringar
| Lista (1964)   | Position              |
| -------------- | --------------------- |
| Danmark        | 8 (DR "Top 20")       |
| Finland        | 13                    |
| Frankrike      | 48                    |
| Irland         | 5                     |
| Nederländerna  | 8                     |
| Norge          | 2 (VG-lista)          |
| Storbritannien | 4 (UK Singles Chart)  |
| Sverige        | 4 (Kvällstoppen)      |
| USA            | 1 (Billboard Hot 100) |
| Västtyskland   | 8                     |